# Beurre d'écrevisse
Pour les articles homonymes, voir Beurre (homonymie).
Le beurre d'écrevisse, est une sauce à base de beurre préparée avec des écrevisses.

## Préparation
Les écrevisses sont cuites au four. Une fois cuites, elles sont pilées. La poudre obtenue est mise avec du beurre à chauffer à feu doux dans une casserole. Au contact de la poudre, le beurre prend le goût d'écrevisse. Une fois bien chaud, ce mélange liquide est passé au tamis au-dessus d'un bol d'eau froide. Au contact de l'eau, le beurre se solidifie et devient maniable pour toute préparation, telle que la sauce Nantua.